# Leptotrochila verrucosa
Leptotrochila verrucosa är en svampart som först beskrevs av Carl (Karl) Friedrich Wilhelm Wallroth, och fick sitt nu gällande namn av Schüepp 1959. Leptotrochila verrucosa ingår i släktet Leptotrochila och familjen Dermateaceae.   Inga underarter finns listade i Catalogue of Life.